# Куракина, Наталья Ивановна
Княгиня Ната́лья Ива́новна Кура́кина (урождённая Головина́; 16 августа 1766, Москва — 2 июля 1831, Санкт-Петербург) — супруга генерал-прокурора Алексея Борисовича Куракина, кавалерственная дама ордена Святой Екатерины меньшего креста (5.04.1797), статс-дама (1826); композитор и музыкант.

## Биография
Родилась в семье коллежского советника Ивана Сергеевича Головина и Екатерины Алексеевны Голицыной (1735—1802). Вместе со старшей сестрой Дарьей получила домашние воспитание.
Умные и талантливые девицы Головины, и их подруга Маргарита Александровна Кошелёва, привлекали к себе цвет тогдашней петербургской молодежи. В доме Головиных собиралось избранное общество, любимым времяпрепровождением которого были музыка и литература. Одним их поклонников сестёр Головиных был молодой поэт Юрий Нелединский-Мелецкий.
Они задавали ему темы для стихов и просили переводить французских авторов. Большую часть песен и романсов Нелединский слагал экспромтом, тут же сочинялась музыка, и Наталья Ивановна исполняла их своим прекрасным голосом.

## Замужество
15 февраля 1783 годы Наталья Ивановна вышла замуж за князя Алексея Борисовича Куракина. Брак был счастливым. Проведя несколько лет после замужества в Петербурге, в шумном обществе, где Наталья Ивановна была одним из лучших его украшений, она стала скучать в своём имении в Орловской губернии, куда от двора удалился её муж. Под предлогом поправки здоровья она уехала за границу на три года. В ходе путешествия объехала всю Европу. Также ещё дважды совершала подобные поездки: с 1822 по 1824 г.г. и в 1829—1830 годах.

От поездок остались её многочисленные дневники. Написанные на французском языке, они живо обрисовывают талантливую и образованную женщину, до конца жизни сохранявшую редкий интерес ко всему окружающему. Во время поездок она встречалась и знакомилась со всеми знаменитыми, модными и известными людьми Европы. Она описывала политических деятелей: Меттерниха, Талейрана, Веллингтона; учёных и литераторов: Гумбольдта, Стендаля, Мериме, Эме-Мартена, художников и артистов, в том числе бывших её друзьями Вижи-Лебрён и певицу Каталани. В её дневниках встречаются описания не только талантливых и известных, но и посредственностей: академика Боффо, романисток де Баур и Софии Гэ. Художница Виже-Лебрён, состоявшая с Куракиной в переписке, писала о ней:
Добрая и очаровательная княгиня Куракина... Хотя бы дважды поговорив с нею, невозможно было не полюбить её. Ум, сама натура и добрый нрав её имели в себе нечто невыразимо простодушное, и я называла княгиню семилетним ребенком; она покоряла сердца, и я сохраняю память о ней отнюдь не только из-за одних нежных чувств к ней.
Куракина с молодости была поклонницей Дидро и до кончины была окружена иностранцами. Была знакома с Россини и Сальери, покровительствовала Листу, бывала у Тальен и Рекамье. Главной её страстью были театры, где она бывала почти каждый день. Весьма одарённая от природы, Наталья Ивановна прекрасно играла на арфе, пела, сочиняла романсы на стихи русских, французских и итальянских поэтов. Она оставила около 50 романсов, исполнявшихся на протяжении всего XIX века. О её музыкальных вечерах в Петербурге упоминается в переписке братьев Булгаковых. Слушатели восхищались её игрой и чудным контральто. Поэт Дмитриев, называя Куракину «соперницей Эраты» так обращался к ней:
Я лиру положу Куракиной к ногам

И буду сам внимать в безмолвном восхищеньи…
Её артистическая репутация была столь известна, что Александр I посылал ей на рассмотрение проекты памятника Минину и Пожарскому. Смерть мужа в декабре 1829 году ускорила её возвращение из Парижа, а полтора года спустя Наталья Ивановна Куракина скончалась от холеры. Была похоронена рядом с мужем в селе Куракино.

## Семья
У четы Куракиных были дети:
- Борис Алексеевич (1783—1850), крестник императрицы Екатерины II; камергер и сенатор, с 1808 года был женат на княжне Елизавете Борисовне Голицыной (1790—1871), дочери генерал-лейтенанта Б. А. Голицына.
- Константин Алексеевич (20.03.1786— ?), крещен в Исаакиевском соборе, крестник князя Н. В. Репнина и княжны А. Н. Голицыной[6].
- Елена Алексеевна (1787—1869), так же, как и мать, музыкантша и певица; была сначала невестой князя Дмитрия Михайловича Волконского (1770—1835), позднее сенатора, но брак не состоялся, и она вышла замуж за графа Николая Ивановича Зотова (1782—1849). Их младшая дочь Елизавета (1808—1872), фрейлина и статс-дама, была замужем за князем А. И. Чернышёвым.
- Александра Алексеевна (1788—1819), с 1807 года была замужем за Николаем Сергеевичем Салтыковым (1786—1849), но через два года, оставила его ради полковника Петра Александровича Чичерина (1778—1848). Он увез её от мужа и не получив развода, женился на ней. Эта история наделала в свете много шума. Князь А. Б. Куракин, до самой своей смерти больше ни разу не упомянул имени своей племянницы. Дети Чичериных, 4 сына и 2 дочери, получили права законных детей по Высочайшему указу в декабре 1819 года, уже после кончины их матери. Она умерла в мае 1819 года и была похоронена в Сергиевой пустыни, близ Петербурга.

- Алексей Борисович, 
муж
- Борис Алексеевич,  
сын
- Елизавета Борисовна, невестка
- Елена Алексеевна, 
дочь
- Елена и Александра, дочери
- Пётр Чичерин, 
зять